# Азиатский клубный чемпионат 1967
Азиатский клубный чемпионат 1967 года — первый розыгрыш клубного турнира под эгидой Азиатской конфедерации. Участие в соревновании приняло шесть команд. Представители Индии и Ирана отказались от участия. Первым обладателем трофея стал израильский «Хапоэль», сыгравший всего одну игру.

## Результаты

### Первый раунд
| Команда 1           | Итог     | Команда 2       | 1-й матч | 2-й матч |
| ------------------- | -------- | --------------- | -------- | -------- |
| Селангор            | 2-1      | Вьетнам Кастомс | 0-0      | 2-1      |
| Саут Чайна          | 1-2      | Бангкок Банк    | 1-0      | 0-2      |
| Хапоэль (Тель-Авив) | без игры |                 |          |          |
| Тангстен Майнинг    | без игры |                 |          |          |

### Второй раунд
| Команда 1           | Итог     | Команда 2    | 1-й матч | 2-й матч |
| ------------------- | -------- | ------------ | -------- | -------- |
| Селангор            | 1-0      | Бангкок Банк | 1-0      | 0-0      |
| Хапоэль (Тель-Авив) | без игры |              |          |          |
| Тангстен Майнинг    | без игры |              |          |          |

### Полуфиналы
| Команда 1           | Итог     | Команда 2 | 1-й матч | 2-й матч |
| ------------------- | -------- | --------- | -------- | -------- |
| Тангстен Майнинг    | 0-1      | Селангор  | 0-0      | 0-1      |
| Хапоэль (Тель-Авив) | без игры |           |          |          |

### Финал
| 19 декабря 1967                    | \| Хапоэль (Тель-Авив) \| 2:1 (0:1) \| Селангор \| \| Борсук 70′ · Рахминович 75′ (пен.) \| Голы \| 50′ Аслим \| | Бангкок Зрителей: 12 000 |
| Хапоэль (Тель-Авив)                | 2:1 (0:1) | Селангор                 |
| Борсук 70′ · Рахминович 75′ (пен.) | Голы | 50′ Аслим                |

## Чемпион
| Победитель Турнира чемпионов стран Азии 1967 |
| -------------------------------------------- |
| Хапоэль (Тель-Авив) 1-й титул                |